# 別府亀の井ホテル

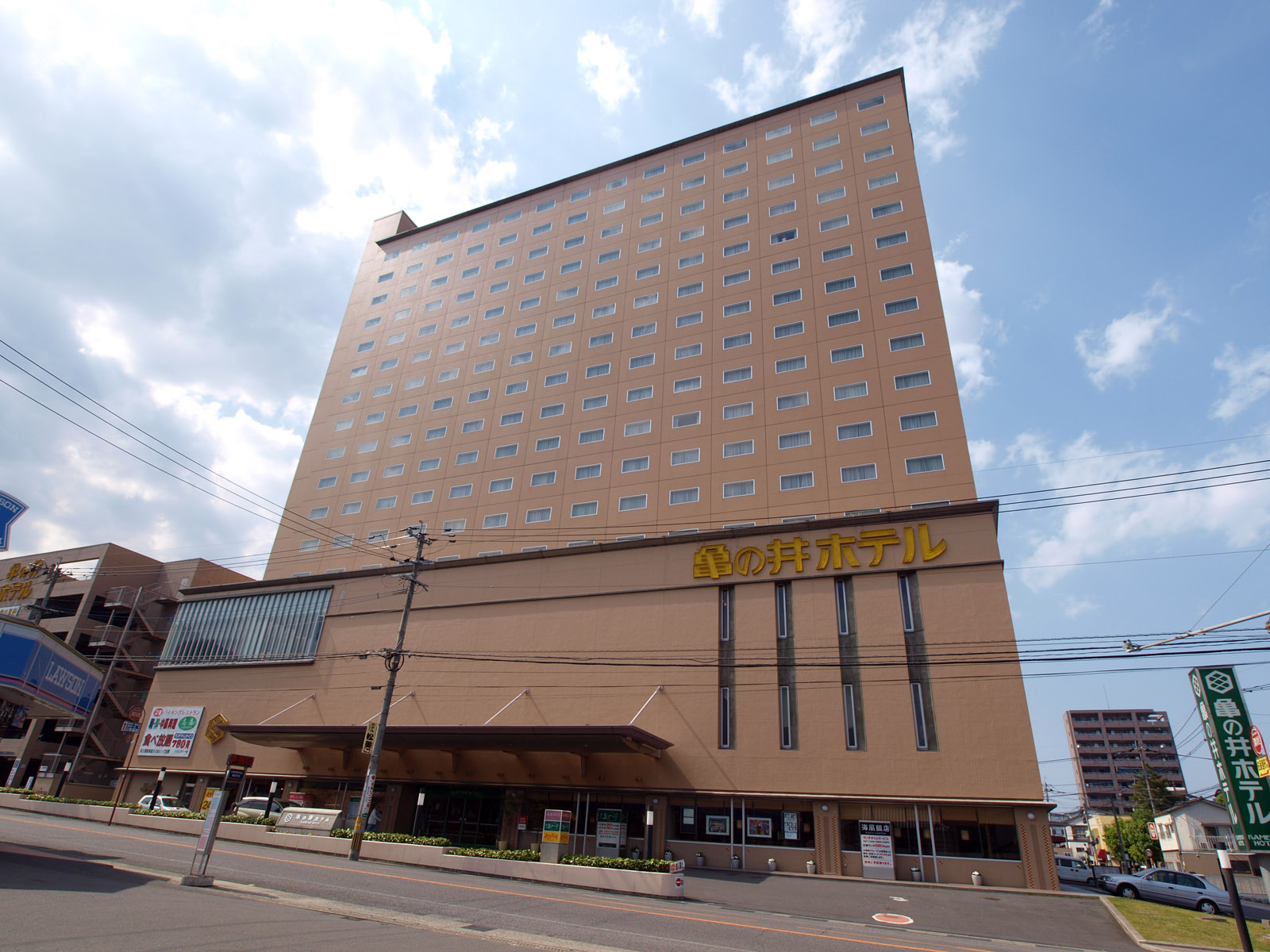
別府亀の井ホテル

亀の井ホテル 別府（かめのいホテル べっぷ）は、大分県別府市の別府八湯のうちの別府温泉にある大型リゾートホテルである。外資のフォートレス・インベストメント・グループが所有する。

## 歴史
別府観光の父と呼ばれる油屋熊八によって1911年（明治44年）10月に創業された亀の井旅館を前身とする。1924年（大正13年）11月に洋式ホテルに改装して亀の井ホテルとなるとともに、運営会社の株式会社亀の井ホテルを設立。1953年（昭和28年）8月に別府市初の政府登録旅館となり、1972年（昭和47年）12月には政府登録ホテルとなった。
1994年（平成6年）5月に運営会社がジョイフルに買収されると、翌1995年（平成7年）12月にはホテル新築のため休業して旧ホテルの取り壊しを開始。1997年（平成9年）7月に現在の本館が竣工した。本館は、客室総数322室、建坪6,000坪、17階建てと、別府市にあるホテルの中で2番目に大きく、最も高い。運営会社は2000年代に入るとビジネスホテルチェーンを展開。当ホテルは業態は変わらなかったものの、2010年（平成22年）頃に亀の井ホテル別府店に名称を変更した。2013年（平成25年）3月には運営会社が、株式会社亀の井ホテルから株式会社アメイズに商号を変更。
当ホテルは2014年（平成26年）10月29日をもってフォートレス・インベストメント・グループのMonza特定目的会社に40億円で売却され、同日からナクアホテル&リゾーツマネジメントが運営を受託し、新設された別府ホテル・マネジメント合同会社に引き継がれた。また、この売却時に名称を別府亀の井ホテルに戻している。
2015年12月1日に、マイステイズ・ホテル・マネジメント（現：アイコニア・ホスピタリティ）による運営が開始され、マイステイズコレクションの１つとして運営されることとなった。館内にあったジョイフル亀の井店は引き続き営業していたが、2016年（平成28年）8月31日に閉店している。2021年1月16日から立ち寄り入浴も受付開始。
またマイステイズ・ホテル・マネジメントでは、2022年に旧かんぽの宿29施設の運営を引き継ぐにあたって、各施設を亀の井ホテルにリブランドすることになり、同年7月1日より実施した。また同日より当ホテルの名称も「亀の井ホテル 別府」に変更された。

## アクセス
〒874-0936 大分県別府市中央町5-17
- JR九州日豊本線別府駅より徒歩4分